# Major League Baseball 1983
L'All-Star Game si disputò il 6 luglio al Comiskey Park di Chicago, Illinois e vide la vittoria della selezione della American League per 13-3.
Le World Series si disputarono dall'11 al 16 ottobre e furono vinte, per la terza volta nella loro storia, dai Baltimore Orioles per 4 partite ad 1 sui Philadelphia Phillies.

## Regular Season

### American League

#### East Division
| # | Squadra           | Vittorie | Sconfitte | Perc. | Diff. |
| - | ----------------- | -------- | --------- | ----- | ----- |
| 1 | Baltimore Orioles | 98       | 64        | .605  | -     |
| 2 | Detroit Tigers    | 92       | 70        | .568  | 6.0   |
| 3 | New York Yankees  | 91       | 71        | .562  | 7.0   |
| 4 | Toronto Blue Jays | 89       | 73        | .549  | 9.0   |
| 5 | Milwaukee Brewers | 87       | 75        | .537  | 11.0  |
| 6 | Boston Red Sox    | 78       | 84        | .481  | 20.0  |
| 7 | Cleveland Indians | 70       | 92        | .432  | 28.0  |

#### West Division
| # | Squadra            | Vittorie | Sconfitte | Perc. | Diff. |
| - | ------------------ | -------- | --------- | ----- | ----- |
| 1 | Chicago White Sox  | 99       | 63        | .611  | -     |
| 2 | Kansas City Royals | 79       | 83        | .488  | 20.0  |
| 3 | Texas Rangers      | 77       | 85        | .475  | 22.0  |
| 4 | Oakland Athletics  | 74       | 88        | .457  | 25.0  |
| 5 | California Angels  | 70       | 92        | .432  | 29.0  |
| 5 | Minnesota Twins    | 70       | 92        | .432  | 29.0  |
| 7 | Seattle Mariners   | 60       | 102       | .370  | 39.0  |

### National League

#### East Division
| # | Squadra               | Vittorie | Sconfitte | Perc. | Diff. |
| - | --------------------- | -------- | --------- | ----- | ----- |
| 1 | Philadelphia Phillies | 90       | 72        | .556  | -     |
| 2 | Pittsburgh Pirates    | 78       | .519      | 6.0   |       |
| 3 | Montreal Expos        | 82       | 80        | .506  | 8.0   |
| 4 | St. Louis Cardinals   | 79       | 83        | .488  | 11.0  |
| 5 | Chicago Cubs          | 71       | 91        | .438  | 19.0  |
| 6 | New York Mets         | 68       | 94        | .420  | 22.0  |

#### West Division
| # | Squadra              | Vittorie | Sconfitte | Perc. | Diff. |
| - | -------------------- | -------- | --------- | ----- | ----- |
| 1 | Los Angeles Dodgers  | 91       | 71        | .562  | -     |
| 2 | Atlanta Braves       | 88       | 74        | .543  | 3.0   |
| 3 | Houston Astros       | 85       | 77        | .525  | 6.0   |
| 4 | San Diego Padres     | 81       | 81        | .500  | 10.0  |
| 5 | San Francisco Giants | 79       | 83        | .488  | 12.0  |
| 6 | Cincinnati Reds      | 74       | 88        | .457  | 17.0  |

### Record Individuali

#### American League
| Stat. | Giocatore             | Squadra                          | Totale |
| ----- | --------------------- | -------------------------------- | ------ |
| AVG   | Wade Boggs            | Boston Red Sox                   | .361   |
| HR    | Jim Rice              | Boston Red Sox                   | 39     |
| RBI   | Cecil Cooper Jim Rice | Milwaukee Brewers Boston Red Sox | 126    |
| R     | Cal Ripken, Jr.       | Baltimore Orioles                | 121    |
| H     | Cal Ripken, Jr.       | Baltimore Orioles                | 211    |
| SB    | Rickey Henderson      | Oakland Athletics                | 108    |

| Stat. | Giocatore       | Squadra            | Totale |
| ----- | --------------- | ------------------ | ------ |
| W     | La Marr Hoyt    | Chicago White Sox  | 24     |
| L     | Larry Gura      | Kansas City Royals | 18     |
| ERA   | Rick Honeycutt  | Texas Rangers      | 2.42   |
| K     | Jack Morris     | Detroit Tigers     | 232    |
| IP    | Jack Morris     | Detroit Tigers     | 293 ⅔  |
| SV    | Dab Quisenberry | Kansas City Royals | 45     |

#### National League
| Stat. | Giocatore              | Squadra                       | Totale |
| ----- | ---------------------- | ----------------------------- | ------ |
| AVG   | Bill Madlock           | Pittsburgh Pirates            | .323   |
| HR    | Mike Schmidt           | Philadelphia Phillies         | 40     |
| RBI   | Dale Murphy            | Atlanta Braves                | 121    |
| R     | Tim Raines             | Montreal Expos                | 133    |
| H     | José Cruz Andre Dawson | Houston Astros Montreal Expos | 189    |
| SB    | Tim Raines             | Montreal Expos                | 90     |

| Stat. | Giocatore      | Squadra               | Totale |
| ----- | -------------- | --------------------- | ------ |
| W     | John Denny     | Philadelphia Phillies | 19     |
| L     | Mike Torrez    | New York Mets         | 17     |
| ERA   | Atlee Hammaker | San Francisco Giants  | 2.25   |
| K     | Steve Carlton  | Philadelphia Phillies | 275    |
| IP    | Steve Carlton  | Philadelphia Phillies | 283 ⅔  |
| SV    | Lee Smith      | Chicago Cubs          | 29     |

## Post Season
|  | League Championship Series | League Championship Series | League Championship Series |                       |    | World Series      | World Series | World Series |  |
|  |                            |                            |                            |                       |    |                   |              |              |  |
|  | E                          | Baltimore Orioles          | 3                          |                       |    |                   |              |              |  |
|  | E                          | Baltimore Orioles          | 3                          |                       |    |                   |              |              |  |
|  | W                          | Chicago White Sox          | 1                          |                       |    |                   |              |              |  |
|  | W                          | Chicago White Sox          | 1                          |                       | AL | Baltimore Orioles | 4            |              |  |
|  |                            |                            |                            |                       | AL | Baltimore Orioles | 4            |              |  |
|  |                            |                            | NL                         | Philadelphia Phillies | 1  |                   |              |              |  |
|  | E                          | Philadelphia Phillies      | NL                         | Philadelphia Phillies | 1  | 3                 |              |              |  |
|  | E                          | Philadelphia Phillies      |                            |                       |    |                   |              |              |  |
|  | W                          | Los Angeles Dodgers        | 1                          |                       |    |                   |              |              |  |

### League Championship Series
American League
| Data                                   | Squadra di casa   | Squadra ospite    | Ris.   |
| -------------------------------------- | ----------------- | ----------------- | ------ |
| 05/10                                  | Baltimore Orioles | Chicago White Sox | 1 - 2  |
| 06/10                                  | Baltimore Orioles | Chicago White Sox | 4 - 0  |
| 07/10                                  | Chicago White Sox | Baltimore Orioles | 1 - 11 |
| 08/10                                  | Chicago White Sox | Baltimore Orioles | 0 - 3  |
| Baltimore Orioles vincono la serie 3-1 |                   |                   |        |

National League
| Data                                       | Squadra di casa       | Squadra ospite        | Ris.  |
| ------------------------------------------ | --------------------- | --------------------- | ----- |
| 04/10                                      | Los Angeles Dodgers   | Philadelphia Phillies | 0 - 1 |
| 05/10                                      | Los Angeles Dodgers   | Philadelphia Phillies | 4 - 1 |
| 07/10                                      | Philadelphia Phillies | Los Angeles Dodgers   | 7 - 2 |
| 08/10                                      | Philadelphia Phillies | Los Angeles Dodgers   | 7 - 2 |
| Philadelphia Phillies vincono la serie 3-1 |                       |                       |       |

### World Series
| Data                                   | Squadra di casa       | Squadra ospite        | Ris.  |
| -------------------------------------- | --------------------- | --------------------- | ----- |
| 11/10                                  | Baltimore Orioles     | Philadelphia Phillies | 1 - 2 |
| 12/10                                  | Baltimore Orioles     | Philadelphia Phillies | 4 - 1 |
| 14/10                                  | Philadelphia Phillies | Baltimore Orioles     | 2 - 3 |
| 15/10                                  | Philadelphia Phillies | Baltimore Orioles     | 4 - 5 |
| 16/10                                  | Philadelphia Phillies | Baltimore Orioles     | 0 - 5 |
| Baltimore Orioles vincono la serie 4-1 |                       |                       |       |

## Campioni
| World Series 1983 Baltimore Orioles Terzo titolo |

## Premi
- Miglior giocatore della Stagione

|    | Giocatore       | Squadra           |
| -- | --------------- | ----------------- |
| AL | Cal Ripken, Jr. | Baltimore Orioles |
| NL | Dale Murphy     | Atlanta Braves    |

- Rookie dell'anno

|    | Giocatore         | Squadra           |
| -- | ----------------- | ----------------- |
| AL | Ron Kittle        | Chicago White Sox |
| NL | Darryl Strawberry | New York Mets     |

- Miglior giocatore delle World Series

| Giocatore    | Squadra           |
| ------------ | ----------------- |
| Rick Dempsey | Baltimore Orioles |